# بلکمورز نایت
بلکمورز نایت (به انگلیسی: Blackmore's Night) گروه بریتانیایی دونفرهٔ سبک فولک راک است که در سال ۱۹۹۷ میلادی تشکیل شده است. ریچی بلکمور (گیتار آکوستیک و الکتریک) و کندیس نایت (خوانندهٔ اصلی، و نوازنده) دو عضو دائم این گروه هستند. آن‌ها تاکنون ۹ آلبوم استودیویی منتشر کرده‌اند.

## تاریخچه

### شکل‌گیری
کندیس نایت به‌عنوان طرفدار گروه رینبو نخستین بار در ۱۹۸۹ میلادی از ریچی بلکمور درخواست امضا کرده بود. نایت در آن زمان برای رادیویی محلی در نیویورک کار می‌کرد. آن‌ها در ۱۹۹۱ میلادی زندگی مشترکشان را آغاز کردند و متوجه شدند هر دویشان به موسیقی رنسانس علاقه‌مند هستند.
در طول ضبط آلبوم غریبه‌ای در همهٔ ما توسط گروه دوباره شکل‌گرفتهٔ رینبو در ۱۹۹۵، نایت هم به همکاری پرداخت و به‌عنوان خوانندهٔ زمینه آواز خواند. در آن زمان نایت و بلکمور آلبوم نخستینشان را آماده کرده بودند. توانایی خواندن نایت موجب شد که نقش خوانندهٔ اصلی را برعهده گیرد. پروژهٔ دونفرهٔ آن‌ها در ۱۹۹۷ میلادی با نام «بلکمورز نایت» آغاز شد که ترکیبی است از نام‌های دو عضوش. این گروه دارای اعضای موقت دیگری هم می‌باشد.

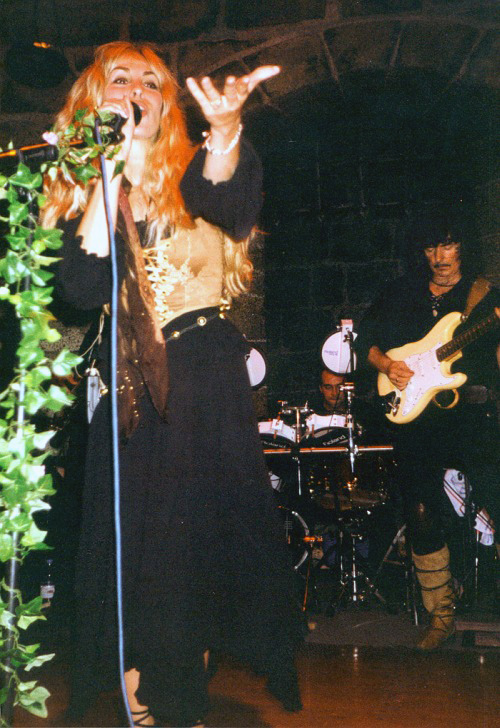
اجرای زنده در هایدلبرگ آلمان، ۲۰۰۲ میلادی

### ۲۰۰۶–تاکنون
در ۲۷ ژوئن ۲۰۰۸ گروه هفتمین آلبوم استودیویی‌اش را با نام سفر مخفی منتشر کرد.
نایت و بلکمور در ۵ اکتبر ۲۰۰۸ میلادی، پس از ۱۹ سال زندگی مشترک، با یکدیگر ازدواج کردند. این چهارمین ازدواج بلکمور بود.
آوتمن ازمرلدا بلکمور در ۲۷ مه ۲۰۱۰ زاده شد و گروه آلبوم جدید خود را به نام او، آسمان پاییز (به انگلیسی: Autumn Sky) نامگذاری کردند. نایت و بلکمور در ۷ فوریه ۲۰۱۲ صاحب فرزند پسری به نام رُری دارتانیان شدند.

## آلبوم‌شناسی

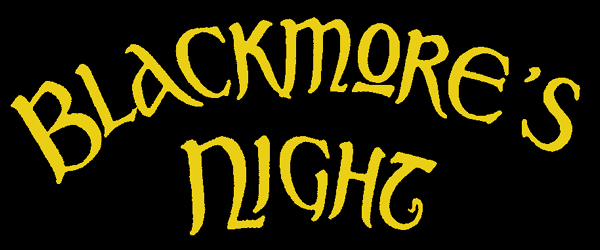
نشان‌وارهٔ بلکمورز نایت

- سایهٔ ماه (۱۹۹۷)
- زیر ماه بنفش (۱۹۹۹)
- آتش‌سوزی در نیمه‌شب (۲۰۰۱)
- شبح یک گل رز (۲۰۰۳)
- روستای لانترن (۲۰۰۶)
- سرودهای زمستانی (۲۰۰۶)
- سفر مخفی (۲۰۰۸)
- آسمان پاییز (۲۰۱۰)
- رقصنده و ماه (۲۰۱۳)
- همهٔ گذشتهٔ ما (۲۰۱۵)